# Gerrots
Gerrots ([ʒɛʁo] ) ist eine ehemalige französische Gemeinde mit 51 Einwohnern (Stand: 1. Januar 2022) im Département Calvados in der Region Normandie. Sie gehörte zum Arrondissement Lisieux. Die Bewohner werden Gerrotais und Gerrotaises genannt.
Der Erlass des Präfekten vom 30. September 2024 legte mit Wirkung zum 1. Januar 2025 die Eingliederung von Gerrots als Commune déléguée zusammen mit der früheren Gemeinde Victot-Pontfol zur Commune nouvelle Victot-en-Auge fest.

## Geografie

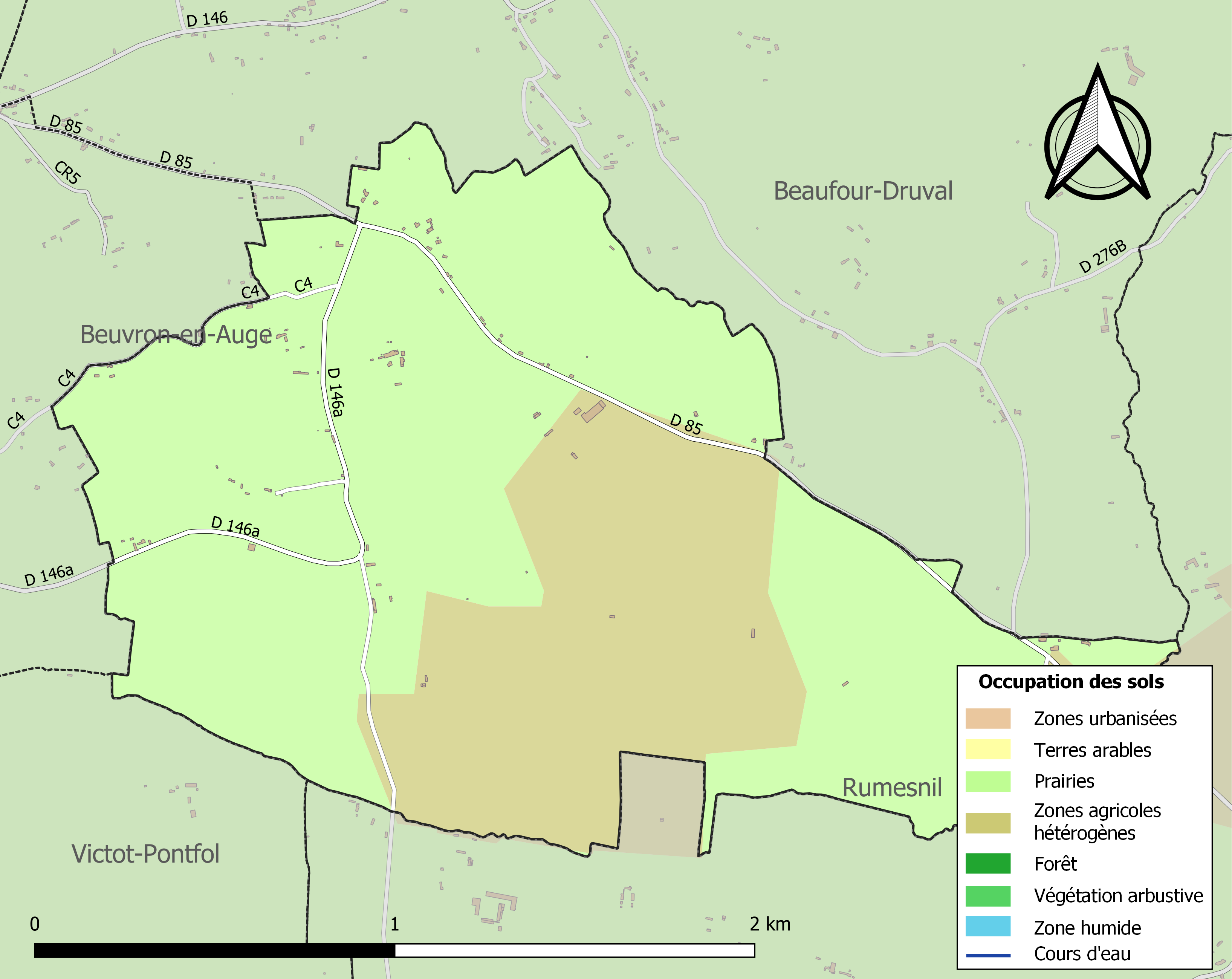
Bodennutzung und Infrastruktur von Gerrots (2018)

Gerrots liegt etwa 29 Kilometer östlich von Caen und etwa 16 Kilometer westnordwestlich von Lisieux in der Landschaft des Pays d’Auge. Das Ortsgebiet wird vom Flüsschen Doigt, einem Nebenfluss der Dorette, und von verschiedenen kleineren Bächen und Gräben entwässert. Gerrots besteht aus verstreut liegenden kleinen Weilern und besitzt kein Zentrum. Das Bürgermeisteramt liegt entlegen im Südosten auf einer Höhe von etwa 30 m. Das Bodenrelief ist generell relativ flach und steigt nach Norden hin auf einen Höhenrücken auf 123 m an.
Teile des Gebiets von Gerrots gehören zur ZNIEFF-Naturzone „Marais de la Dives et ses affluents“ (250008455). Nahezu die gesamte Fläche von Gerrots wird landwirtschaftlich, hauptsächlich als Weideland, genutzt.
Umgeben wird Gerrots von den Nachbargemeinden Beaufour-Druval im Norden und Rumesnil im Osten und im Süden, der Commune déléguée Victot-Pontfol im Südwesten sowie von der Nachbargemeinde Beuvron-en-Auge im Westen.

## Bevölkerungsentwicklung

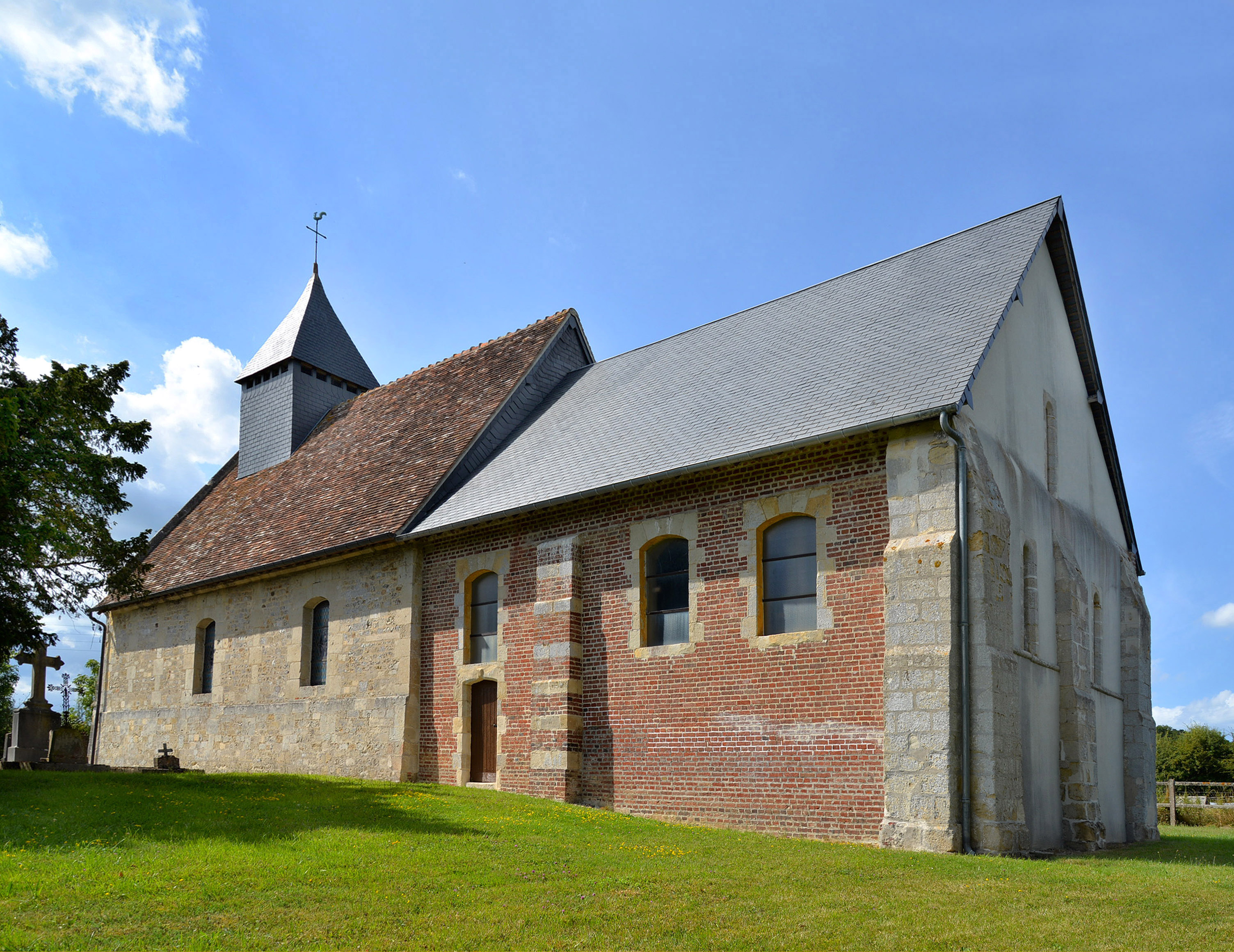
Kirche Saint-Martin

| Gerrots: Einwohnerzahlen von 1793 bis 2020                                                                                 | Gerrots: Einwohnerzahlen von 1793 bis 2020 | Gerrots: Einwohnerzahlen von 1793 bis 2020 | Gerrots: Einwohnerzahlen von 1793 bis 2020 | Gerrots: Einwohnerzahlen von 1793 bis 2020 |
| --- | ------------------------------------------ | ------------------------------------------ | ------------------------------------------ | ------------------------------------------ |
| Jahr |                                            |                                            |                                            | Einwohner                                  |
| 1793 | 1793                                       |                                            | 133                                        | 133                                        |
| 1800 | 1800                                       |                                            | 129                                        | 129                                        |
| 1806 | 1806                                       |                                            | 148                                        | 148                                        |
| 1821 | 1821                                       |                                            | 97                                         | 97                                         |
| 1831 | 1831                                       |                                            | 96                                         | 96                                         |
| 1836 | 1836                                       |                                            | 96                                         | 96                                         |
| 1841 | 1841                                       |                                            | 79                                         | 79                                         |
| 1846 | 1846                                       |                                            | 100                                        | 100                                        |
| 1851 | 1851                                       |                                            | 75                                         | 75                                         |
| 1856 | 1856                                       |                                            | 96                                         | 96                                         |
| 1861 | 1861                                       |                                            | 101                                        | 101                                        |
| 1866 | 1866                                       |                                            | 98                                         | 98                                         |
| 1872 | 1872                                       |                                            | 98                                         | 98                                         |
| 1876 | 1876                                       |                                            | 102                                        | 102                                        |
| 1881 | 1881                                       |                                            | 97                                         | 97                                         |
| 1886 | 1886                                       |                                            | 92                                         | 92                                         |
| 1891 | 1891                                       |                                            | 96                                         | 96                                         |
| 1896 | 1896                                       |                                            | 102                                        | 102                                        |
| 1901 | 1901                                       |                                            | 89                                         | 89                                         |
| 1906 | 1906                                       |                                            | 88                                         | 88                                         |
| 1911 | 1911                                       |                                            | 93                                         | 93                                         |
| 1921 | 1921                                       |                                            | 76                                         | 76                                         |
| 1926 | 1926                                       |                                            | 79                                         | 79                                         |
| 1931 | 1931                                       |                                            | 80                                         | 80                                         |
| 1936 | 1936                                       |                                            | 62                                         | 62                                         |
| 1946 | 1946                                       |                                            | 66                                         | 66                                         |
| 1954 | 1954                                       |                                            | 38                                         | 38                                         |
| 1962 | 1962                                       |                                            | 49                                         | 49                                         |
| 1968 | 1968                                       |                                            | 38                                         | 38                                         |
| 1975 | 1975                                       |                                            | 40                                         | 40                                         |
| 1982 | 1982                                       |                                            | 45                                         | 45                                         |
| 1990 | 1990                                       |                                            | 44                                         | 44                                         |
| 1999 | 1999                                       |                                            | 37                                         | 37                                         |
| 2006 | 2006                                       |                                            | 56                                         | 56                                         |
| 2013 | 2013                                       |                                            | 53                                         | 53                                         |
| 2020 | 2020                                       |                                            | 51                                         | 51                                         |
| Quelle(n): EHESS/Cassini bis 1999, INSEE ab 2006 Anmerkung(en): Ab 1962 offizielle Zahlen ohne Einwohner mit Zweitwohnsitz |                                            |                                            |                                            |                                            |

## Sehenswürdigkeiten
- Kirche Saint-Martin aus dem 11. Jahrhundert, im 17. Jahrhundert umgestaltet
- Reste einer mittelalterlichen Erdhügelburg La Cour des Domaines im Weiler Les Petits Domaines, seit 1981 als Monument historique klassifiziert
- Herrenhaus Cour-Gasnel
- Herrenhaus Gerrots